# Grindsted
Grindsted és una ciutat danesa de la península de Jutlàndia, capital del municipi de Billund que forma part de la regió de Syddanmark, ambdós creats l'1 de gener del 2007 com a part d'una reforma territorial. El riu Grindsted travessa la ciutat i forma un llac, el Grindsted Engsø, abans d'ajuntar-se uns kilòmetres més endavant amb l'Ansager per formar el riu Varde.
La ciutat és la ciutat més gran de la zona, és a 40 km Vejle i a 43 km d'Esbjerg, en el passat havia tingut servei de ferrocarril per a passatgers però avui dia només és un ramal de mercaderies que arriba fins al nus ferroviari de Bramming, a prop d'Esbjerg.

## Història
Grindsted s'esmenta per primera vegada al segle xiv, però durant segles va ser només un petit poble al mig de l'erm. Però el 1908 es va decidir a construir una línia de ferrocarril entre Silkeborg i Bramming amb una estació a Grindsted. El 1914 es va construir una altra via fins a Vejle. El 1919 es construiria la línia entre Kolding i Troldhede passant per Grindsted i una altra fins a Varde, tot plegat va convertir la ciutat en un important nus ferroviari.